# Sattelhorn (3723 m)
Pour les articles homonymes, voir Sattelhorn (homonymie).
Le Sattelhorn est un sommet des Alpes bernoises, en Suisse, situé dans le canton du Valais, qui culmine à 3 723 m d'altitude.
Situé juste au nord du Geisshorn, il domine le glacier de Mittelaletsch au nord-est et le glacier d'Oberaletsch à l'ouest. Deux sommets homonymes sont situés à proximité : le Sattelhorn, culminant à 3 744 m, à 4,5 km au nord-ouest et le Sattelhorn, culminant à 2 954 m, à un peu moins de 3 km au sud-est.